# Ryan Hunter-Reay

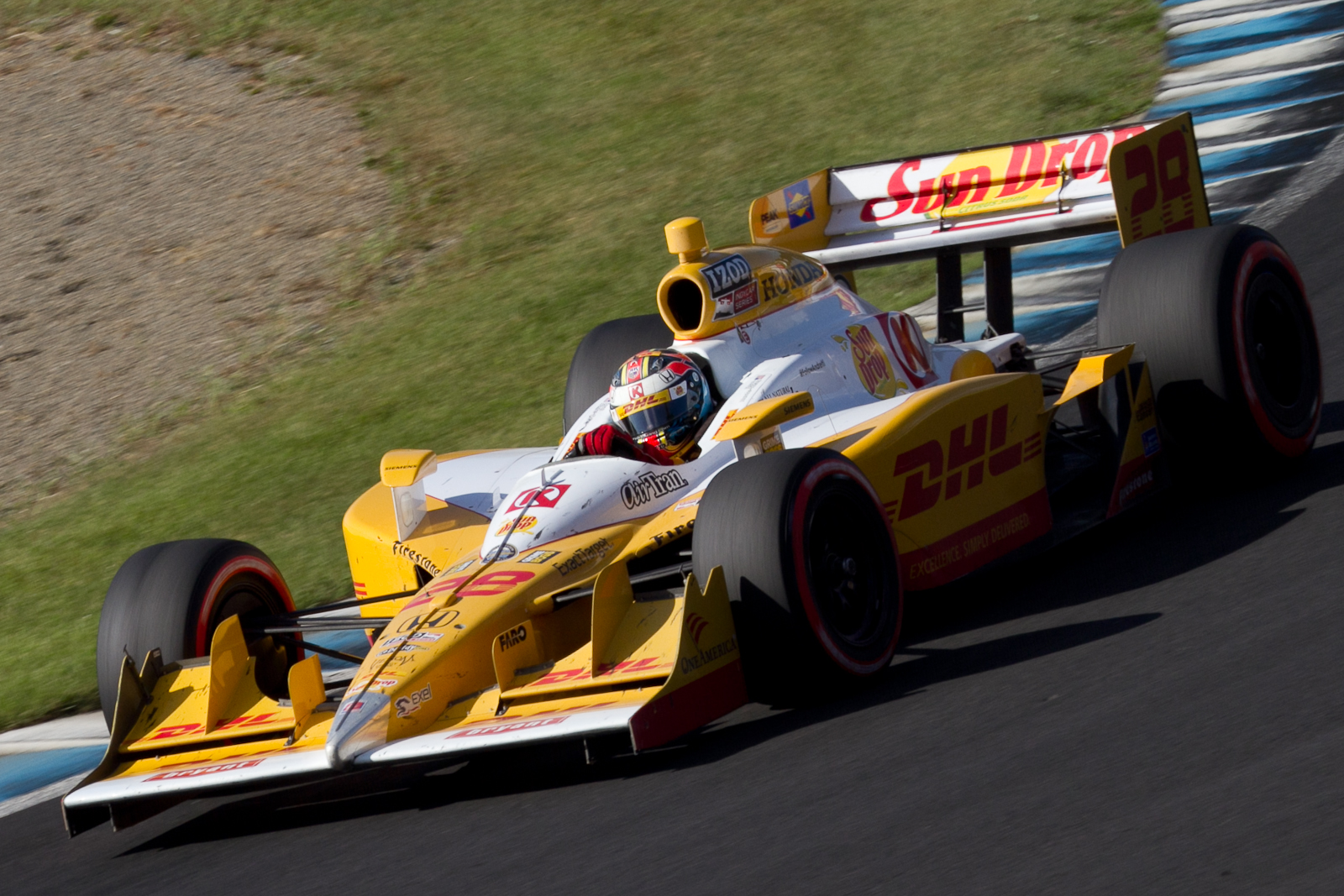
Hunter-Reay op de Twin Ring Motegi in 2011

Ryan Hunter-Reay (Dallas (Texas), 17 december 1980) is een Amerikaans autocoureur. Hij won de IndyCar Series in 2012.

## Carrière
Hunter-Reay reed in 2002 het Atlantic Championship en werd zesde in de eindstand dat jaar. In 2003 maakte hij de overstap naar de Champ Car series en reed voor het kleine Johansson team. Hij won dat eerste jaar de race op het circuit van Surfers Paradise. In 2004 maakte hij de overstap naar het Herdez Racing team. Hij won voor zichzelf en voor zijn team hun eerste poleposition op het ovale circuit van Milwaukee. Hij won deze race en lag van start tot finish, 250 ronden lang, aan de leiding, wat een record is voor de meeste ronden aan de leiding in een enkele race in de Champ Car. Hij werd negende in de eindstand van het kampioenschap. In 2005 ging hij rijden voor het bescheiden Rocketsports Racing team. Hij haalde nooit de top 5 resultaat in een race dat jaar en twee races voor het einde van het seizoen werd hij vervangen door een andere rijder.
Nadat hij een jaar niet in de hoogste raceklasse te zien was, ging Hunter-Reay in 2007 de laatste zes races van het seizoen rijden voor Rahal Letterman Racing in de IndyCar Series en hij won de trofee Rookie of the Year. Het seizoen daarna won hij voor dat team de race op het circuit van Watkins Glen International en werd achtste in de eindstand. In 2009 ging hij rijden voor Vision Racing. Hij finishte op de tweede plaats op het stratencircuit van Saint Petersburg, de eerste race van het seizoen, wat het beste resultaat ooit was voor het jonge team. Nadat A.J. Foyt Enterprises-rijder Vitor Meira uitviel door een kwetsuur verving Hunter-Reay hem en reed de rest van het seizoen bij het team van A.J. Foyt vanaf de race op de Iowa Speedway. Hij werd vierde op de Mid-Ohio Sports Car Course, maar kon verder geen top 5 plaatsen meer scoren. Hij eindigde op de vijftiende plaats in het kampioenschap.
Hunter-Reay reed in het A1GP seizoen 2006-2007 de race in Nieuw-Zeeland voor het Amerikaanse team. Hij werd elfde in de sprintrace en tiende in de hoofdrace.
In 2010 maakte hij in de IndyCar Series de overstap naar Andretti Autosport. Hij won de race in Long Beach en eindigde op de zevende plaats in de eindstand van het kampioenschap. In 2011 won hij de race op de New Hampshire Motor Speedway en eindigde hij een tweede keer op rij op de zevende plaats in het kampioenschap.
In 2012 won hij de races op de Milwaukee Mile, de Iowa Speedway alsook de stratenraces in Toronto en Baltimore. Hunter-Reay stond lange tijd op de tweede plaats van het kampioenschap en tijdens de laatste race van het seizoen op de Auto Club Speedway verdween Will Power, die tot dan het kampioenschap leidde, vroeg uit de race. Met een vierde plaats in de race won Hunter-Reay het eerste Indycar-kampioenschap uit zijn carrière.

## Resultaten
Champ Car resultaten (aantal gereden races, aantal maal in de top 5 van een race, eindpositie kampioenschap en punten)
| Jaar | Races | 1ste | 2de | 3de | 4de | 5de | Rang | Ptn |
| ---- | ----- | ---- | --- | --- | --- | --- | ---- | --- |
| 2003 | 18    | 1    | -   | 1   | -   | -   | 14   | 64  |
| 2004 | 14    | 1    | -   | -   | 1   | 2   | 9    | 199 |
| 2005 | 11    | -    | -   | -   | -   | -   | 15   | 110 |

IndyCar Series resultaten (aantal gereden races, aantal maal in de top 5 van een race, eindpositie kampioenschap en punten)
| Jaar | Races | 1ste | 2de | 3de | 4de | 5de | Rang | Ptn |
| ---- | ----- | ---- | --- | --- | --- | --- | ---- | --- |
| 2007 | 6     | -    | -   | -   | -   | -   | 19   | 119 |
| 2008 | 17    | 1    | -   | -   | -   | -   | 8    | 360 |
| 2009 | 17    | -    | 1   | -   | 1   | -   | 15   | 298 |
| 2010 | 17    | 1    | 1   | 1   | 1   | 2   | 7    | 445 |
| 2011 | 17    | 1    | -   | 2   | -   | 1   | 7    | 347 |
| 2012 | 15    | 4    | 1   | 1   | 1   | -   | 1    | 468 |
| 2013 | 19    | 2    | 3   | 1   | -   | 1   | 7    | 469 |

### Resultaten Indianapolis 500
| Jaar | Chassis | Motor     | Start | Finish | Team                   |
| ---- | ------- | --------- | ----- | ------ | ---------------------- |
| 2008 | Dallara | Honda     | 20    | 6      | Rahal Letterman Racing |
| 2009 | Dallara | Honda     | 32    | 32     | Vision Racing          |
| 2010 | Dallara | Honda     | 17    | 18     | Andretti Autosport     |
| 2011 | Dallara | Honda     | 33    | 23     | A.J. Foyt Enterprises  |
| 2012 | Dallara | Chevrolet | 3     | 27     | Andretti Autosport     |
| 2013 | Dallara | Chevrolet | 7     | 3      | Andretti Autosport     |